# Dendrophthora hexasticha
Dendrophthora hexasticha är en sandelträdsväxtart som beskrevs av Van Tiegh.. Dendrophthora hexasticha ingår i släktet Dendrophthora och familjen sandelträdsväxter. Inga underarter finns listade i Catalogue of Life.